# Francisco Galdós
Galdós  Gauna est un nom espagnol. Le premier nom de famille, en général paternel, est Galdós ; le second, en général maternel, souvent omis, est Gauna.
Francisco Galdós Gauna, né le 6 mai 1947 à Lasarte dans la province d'Alava, est un ancien coureur cycliste professionnel espagnol.

## Biographie

### Le grimpeur
Originaire du Pays basque, comme nombre de coureurs de l'équipe KAS-Kaskol, puis KAS-Campagnolo, dont il est membre durant presque toute sa carrière cycliste, Francisco Galdós était un coureur qui s'exprimait le mieux dès que la route montait. Il a été un équipier de premier ordre durant les campagnes italiennes de José Manuel Fuente. Avec Santiago Lazcano, Vicente López Carril, il pouvait accompagner son leader dans les cols et créer une supériorité numérique face à Eddy Merckx. Coureur discret, il montait sur le podium du Giro en 1972, aux côtés de Merckx et de Fuente. Au Tour de France, sans grands coups d'éclat, il  se classait plusieurs fois parmi les 10 premiers de la course, contribuait aux victoires de l'équipe Kas au challenge des équipes en 1974 et 1976.

### La2eplacedu Giro 1975
Peu habitué à tenir le rôle de leader, il y fut amené en 1975, qui est la saison où il montra le mieux ses qualités et ses limites. Le retrait de Fuente le contraint à courir pour lui-même. Traditionnelle épreuve préparatoire, le Tour de Romandie le mettait en lumière. Il remportait la quatrième étape, devenait leader de la course et réussissait un bon contre-la-montre. À 28 ans il remporte un succès majeur. Six jours plus tard le Giro s'élançait de Milan. L'équipe Kas s'y alignait régulièrement depuis 1969, y triomphant aussi deux fois au classement par équipes. Le troisième jour de course, derrière Giovanni Battaglin, un des favoris, vainqueur solitaire de l'étape Ancône-Prati di Tiva, Francisco Galdós second de l'étape accédait aussi à la seconde place du classement général. Les autres favoris, Felice Gimondi, Gianbattista Baronchelli, Franco Bitossi, Roger De Vlaeminck, étaient à près de 2 minutes. Le lendemain, Galdos se parait du maillot rose. Il le gardait 8 jours jusqu'à l'étape contre la montre qui, une mauvaise chute aidant, le faisait rétrograder à la seconde place. Au terme de la 14e étape, il pointait à deux minutes du nouveau leader, Fausto Bertoglio. Celui-ci parvenait à maintenir cette avance, puis cédait plus d'une minute à Galdos dans la 20e étape. Au matin  de la 21e et dernière étape, qui se terminait au sommet du célèbre Stelvio, l'écart était de 41 secondes en faveur de l'Italien. Malgré ses talents de grimpeur, Francisco Galdos ne parvint pas à semer son adversaire. Il remportait l'étape, mais Fausto Bertoglio était le seul coureur à avoir résisté à la trop tardive attaque de son challenger. Ainsi mise en perspective, la deuxième place de Francisco Galdos au Tour d'Italie 1975 demeure la ligne principale de son palmarès.
Fin 1980, n'ayant pas trouvé d'équipe il cesse sa carrière professionnelle.

## Palmarès

### Palmarès amateur
- 1968
  - Cinturón a Mallorca :
    - Classement général
    - 2 étapes

  - Tour de Cantabrie

### Palmarès professionnel
| - 1969 - 2e du Tour de Cantabrie - 3e du Tour de La Rioja - 8e du Critérium du Dauphiné libéré - 1970 - GP Santander - 2e du Tour de Catalogne - 3e de la Prueba Villafranca de Ordizia - 6e du Tour d'Espagne - 9e du Tour de France - 1971 - 4e du Tour d'Italie - 1972 - Mémorial Manuel Galera - Trofeo Masferrer - 2e du Tour de Cantabrie - 2e du Trophée Elola - 2e du GP Pascuas - 3e du Tour d'Italie - 1973 - 4e étape des Trois Jours de Leganés - 2e du Tour de La Rioja - 2e de la Prueba Villafranca de Ordizia - 3e de la Subida a Arrate - 4e du Tour de Suisse - 9e du Tour d'Italie - 1975 - 21e étape du Tour d'Italie - Tour de Romandie : - Classement général - 4e étape - Subida a Arrate - Gran Premio Nuestra Señora de Oro - 2e du Tour d'Italie - 10e du Super Prestige Pernod | - 1976 - Tour de Cantabrie : - Classement général - 2eb étape - 6e du Tour de France - 1977 - Tour de Cantabrie : - Classement général - 2e étape - 2e du GP Llodio - 3e de l'Escalade de Montjuïc - 4e du Tour de France - 8e du Tour de Catalogne - 1978 - Tour de La Rioja - 5e étape du Tour de Catalogne - 2e du Tour de Catalogne - 3e du Critérium du Dauphiné libéré - 7e du Tour de Suisse - 7e du Tour de France - 1979 - 2e du Tour d'Espagne - 3e du Critérium du Dauphiné libéré - 1980 - 8e du Tour d'Espagne |  |

## Résultats sur les grands tours

### Tour de France
11 participations
- 1969 : 21e
- 1970 : 9e
- 1971 : 11e
- 1973 : 20e
- 1974 : abandon (16e étape)
- 1975 : abandon (20e étape)
- 1976 : 6e
- 1977 : 4e
- 1978 : 7e
- 1979 : 28e
- 1980 : abandon (5e étape)

### Tour d'Espagne
4 participations
- 1970 : 6e
- 1972 : 19e
- 1979 : 2e
- 1980 : 8e

### Tour d'Italie
6 participations
- 1971 : 4e
- 1972 : 3e
- 1973 : 9e
- 1974 : 17e
- 1975 : 2e, vainqueur de la 21e étape,  maillot rose durant 9 étapes, et termine 1er ex æquo du Grand Prix de la montagne[2].
- 1976 : 18e